# Endrosis
Genre
Endrosis est un genre d'insectes de la l'ordre des lépidoptères (papillons) de la famille des Oecophoridae.

## Liste d'espèces
Selon BioLib (6 avril 2023) :
- Endrosis apablazai Urra, 2023
- Endrosis sarcitrella (Linnaeus, 1758)

Selon EOL (6 avril 2023) :
- Endrosis braziliensis
- Endrosis psammodora Meyrick, 1921
- Endrosis sarcitrella Linnaeus, 1758

En Europe, ce genre n'est représenté que par une seule espèce :
- Endrosis sarcitrella (Linnaeus, 1758) - Teigne de la colle